# Vito Hammershøy-Mistrati
Vito Hammershøy-Mistrati (født 15. juni 1992) er en dansk professionel fodboldspiller, som spiller for IFK Norrköping.
Han har tidligere spillet bl.a. for Næstved Boldklub, HB Køge, Lyngby, Helsingør og Hobro.
Hans far er journalist Miki Mistrati. Hans mor er generalsekretær for Caritas, Maria Krabbe Hammershøy.

## Karriere
Den 24. juli 2014 skiftede Hammershøy-Mistrati til Lyngby Boldklub, hvor han skrev under på en etårig kontrakt. Denne kontrakt blev i december forlænget frem til sommeren 2017.
Han fik i starten af februar 2016 ophævet sin kontrakt med Lyngby Boldklub med øjeblikkelig virkning.
Allerede få dage efter blev det offentliggjort, at han skiftede til FC Helsingør. Denne kontrakt i juli samme år forlænget, hvor han skrev under på en etårig forlængelse, således parterne havde papir på hinanden frem til 30. juni 2017.